# Oswald el conejo afortunado
Oswald el conejo afortunado (en inglés Oswald the lucky rabbit) es un personaje ficticio de una serie de dibujos animados estadounidense que giran en torno al personaje del mismo nombre creado por Walt Disney y Ub Iwerks en 1927 y distribuido por Universal Pictures, quienes tenían los derechos. El personaje comenzó su carrera en 1927, justo después de que terminaran las Comedias de Alicia.
Después de algunos episodios, Universal contrató la producción a estudios distintos de Disney, incluidos los de Charles B. Mintz y Walter Lantz. Fue cuando se rescindió el contrato entre Disney y Universal que nació el personaje de Mickey Mouse. El personaje de Oswald ha sido «recuperado» por The Walt Disney Company en febrero de 2006 a través de un intercambio.

## Historia

### 1927-1928: creación bajo Disney
En enero de 1927, Mintz le pide a Disney, que estaba terminando los últimos cortos de las Comedias de Alicia según lo exige su contrato, que diseñe un personaje conejito que será el héroe de una nueva serie. Durante el transcurso del mes, le envió una serie de bocetos preparatorios proponiendo diferentes conejos. El 4 de marzo, Mintz firmó un contrato de producción con Universal Pictures que preveía veintiséis cortometrajes producidos por Disney a 2250  dólares por película. Es entonces cuando Mintz encargó a Disney que produjera los cortometrajes.

#### Poor Papa, el piloto
La producción de Alice in the Klondike se inició cuando Mintz le pidió a Walt Disney que comenzara la producción de una nueva serie, Oswald el conejo afortunado. Esto lo obliga a producir dos series paralelas en marzo y abril, solo para producir los Oswald en mayo de 1927, tal y como preveía el contrato firmado con Carl Laemmle, director de Universal, para producir una serie de dibujos animados que serían distribuidas por Charles B. Mintz y George Winkler.
La creación del personaje no está perfectamente definida, según Merrit y Kaufman, podría deberse a una colaboración entre los artistas de Disney y los equipos comerciales de Universal a pesar de las pláticas que otorgan la paternidad del personaje a Mintz. El nombre Oswald es atribuido por Arthur Mann a PD Cochrane, director del departamento de publicidad de la empresa mientras que Walt le habría dicho a su hija Diane Disney que el nombre estaba literalmente sacado de un sombrero. El aspecto gráfico del personaje parece haber alcanzado una definición hacia mediados de marzo de 1927, ya que los materiales publicitarios de Universal lanzados antes de esa fecha difieren de los de la producción del primer cortometraje, Poor Papa, que se completó antes de abril de 1927. El primer corto, titulado Poor Papa, se entregó en junio de 1927 pero este piloto ha sido rechazado. Walt Disney con Ub Iwerks luego crea una segunda película Trolley Troubles que es aceptada y marca el lanzamiento de la temporada.

### Comienzo de una exitosa serie

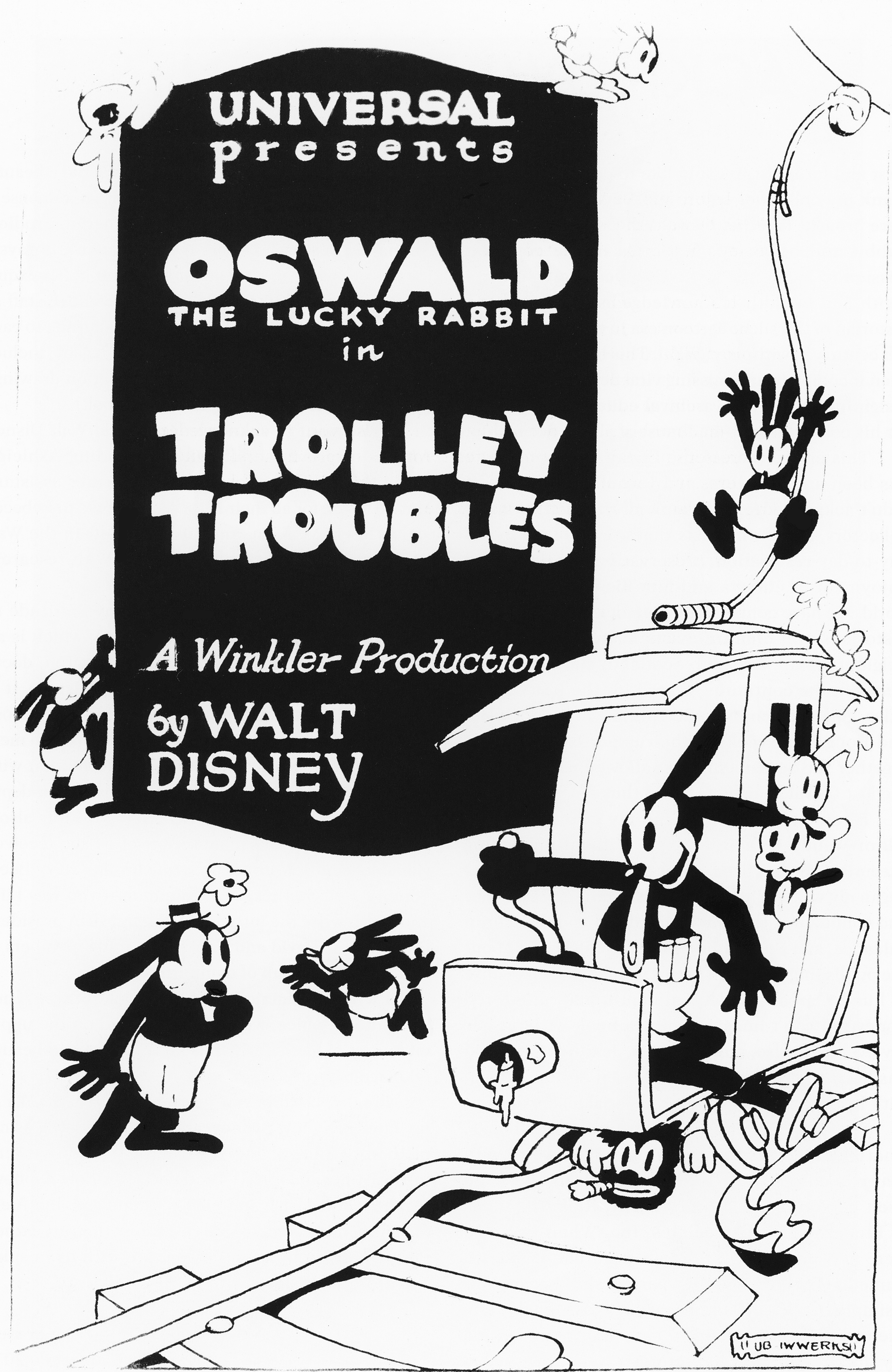
Póster de Trolley Troubles, 1927.

Trolley Troubles, la segunda película, se produjo durante el verano al mismo tiempo que se detuvo la producción de Alicia. La última se estrenó en agosto, seguida en septiembre por la segunda de Oswald, Trolley Troubles. Este tuvo la oportunidad de estrenarse tanto en la Costa Este, en el Roxy de Nueva York, como en la Costa Oeste, en el Criterion de Los Ángeles, dos templos del cine. En este corto, Oswald desarrolla un personaje tomado de las estrellas de la comedia bufonesca de la época como Charles Chaplin y más concretamente de Buster Keaton, una «combinación de bonhomía y determinación».
Poco antes del verano, Disney se aburre de su producción y, por miedo a no poder cumplir con su parte del contrato (producir veintiséis películas en menos de un año), se lanza a la contratación. Rudolf Ising presenta su dimisión en marzo de 1927, reemplazado menos de una semana después por su predecesor, y por lo tanto también sucesor Mike Marcus. Les Clark se contrató cuando comenzó la serie, Johnny Cannon se unió al estudio en julio de 1927, la mayoría de los nuevos animadores fueron nombrados asistentes de Ub Iwerks y Hugh Harman. mientras que Hazel Sewel, media hermana de Lillian Disney, ha sido contratada para entintado. Otro elemento para asegurar una producción más importante, el estudio se divide en dos equipos, uno agrupado alrededor de Iwerks y Friz Freleng, el otro de Harman y Rollin Hamilton.
Durante el verano de 1927, también inició una práctica que mantendría durante mucho tiempo, el gag bonus; también existían otras primas o bonificaciones. Iwerks y Freleng escribieron así la historia y animaron el cortometraje The Banker's Daughter. Freleng recuerda que se hacía una bonificación si las películas se hacían a tiempo. Según lo acordado en el contrato firmado por Mintz, la serie es emitida a partir de septiembre por Universal, que utiliza su potencia comercial.
Uno de los elementos que Universal aporta al éxito de Disney es la promoción de los personajes. Oswald es así el primer personaje de Disney que tiene productos derivados conocidos, a saber, un caramelo, un juego de lápices y un broche. La barra de chocolate se produce desde principios del verano de 1927, antes del estreno oficial de la primera en septiembre, seguida del broche en julio y los lápices en la primavera de 1928. Estos productos derivados se derivan de una política habitual de Universal, que explotaba al máximo sus marcas. Otro elemento es la programación regular en salas de cine. Universal, por ejemplo, programó a los Oswald en el Colony Theatre de Nueva York, cine inaugurado en 1924 y alquilado por Universal desde 1926.

#### Febrero-marzo de 1928: cambio de situación
Confiado, gracias al cierto éxito de la serie durante enero de 1928 y con la proximidad del final del contrato, Disney viajó a Nueva York a mediados de febrero para encontrarse con Mintz y pedirle, al mismo tiempo, una renovación del contrato, un aumento en su presupuesto. Quiere pasar de 2 250 a 2 500 dólares por película. Mintz le responde que quiere, por el contrario, reducir los costos de producción en un 20 %. Le enseña a Walt Disney que según los contratos firmados en 1927, es Universal quien tiene los derechos de la serie, Winkler es solo un intermediario que ha encargado a Disney la producción. También advierte que, en caso de negativa, puede seguir produciendo la serie en su propio estudio con algunos de sus animadores. La mayoría de ellos ya han firmado un nuevo contrato con él. Maureen Thomas y François Penz incluso declaran que «Winkler robó los derechos de Oswald a Disney». Su motivación es bastante simple, quiere controlar un poco más la producción de los Oswald, con los animadores de Disney convirtiéndose en sus empleados.
El 1 de marzo, Walt le pidió a su hermano Roy que firmara los contratos de los empleados que querían irse, principalmente Iwerks, contratos «en piedra», pero se niegan debido a los comentarios alarmistas de Winkler sobre el mercado de dibujos animados. Por su parte, según Merrit y Kaufman, Disney se habría acercado durante su estancia en Nueva York a Bill Nolan, el animador jefe de Mintz, para robarle, pero este último se negó.
Las negociaciones continúan hasta el 13 de marzo cuando rechaza el contrato y se va de Nueva York. Sería durante este viaje de regreso que nació Mickey Mouse. Continúa con la producción de las películas actuales de Oswald, el contrato preveía un total de veintiséis cortos. Pero en paralelo, con Ub Iwerks y Les Clark que no firmaron con Mintz, está desarrollando una nueva serie basada en el personaje gráficamente cercano a Oswald, Mickey Mouse. La empresa Universal sondeó algunos de los cortometrajes producidos por Disney en la década de 1940. Según el sitio Golden Age Cartoons, se trataría de seis cortometrajes que fueron musicalizados por Universal pero en 1931.

### 1928-1929: Winkler y Mintz producen en lugar de Disney
A pesar de numerosas entrevistas con animadores de Disney, Winkler aún no tenía un estudio en la costa oeste a principios de febrero de 1928, pero varios empleados se preparaban para irse. El 10 de febrero de 1928, Ising le informa a Freleng en una carta, que «sus planes para iniciar su propio estudio se cancelan en ausencia de un contrato con un distribuidor pero que, al igual que Hugh, Max y Rollin Hamilton, ha firmado con Georges Winkler para hacer Oswald». Solo unos diez días después, Walt va a Nueva York para renegociar su contrato. Mintz renegocia por su parte el contrato que lo une a Universal y debido al éxito de la serie, le concede la producción de una segunda serie de películas. Ningún autor precisa si la igualdad entre el número de cortos producidas por el estudio Disney y el del estudio Mintz es consecuencia directa de la renovación de este contrato.
Con la negativa de Disney, como había indicado, Mintz estableció un estudio en California con sus exempleados de y continuó produciendo dibujos animados del Oswald el conejo afortunado. Por lo tanto, Mintz se encontró con un estudio en Nueva York que producía Krazy Kat, y uno en Hollywood que producía Oswalds, dirigido por Winkler, llamado Robert Winkler Productions. El primer cortometraje realizado por el estudio de Mintz es High Up, lanzado el 23 de julio de 1928. Siñus producciones, que también obtienen cierto éxito, se diferencian poco de las de Disney, por el bajo presupuesto que se les asigna y también por la conservación del mismo humor rural.
Entre los miembros del estudio de Winkler, Rudolf Ising y Hugh Harman, antes de Disney, continúan usando el estilo gráfico de las tiras cómicas usadas pero también por Max y Dave Fleischer para Koko el payaso o Otto Messmer y Pat Sullivan para El gato Félix. Amplía su equipo de desertores de Disney con nuevos talentos, incluido el creador de bromas de talento Mack Sennett, el intermediario Pinto Colvig y el director de Mississippi Mud Walter Lantz. Al comienzo de su contrato con Universal y para cumplir con los plazos de entrega, Winkler y Mintz lanzaron el piloto de Poor Papa rechazado por Universal y relanzaron dos películas producidas por Disney, The Fox Chase y Sagebrush Sadie.
Mintz prueba algunas innovaciones y así produce en febrero de 1929, el primer corto sonoro del personaje, Hen Fruit, siguiendo los pasos de Walt Disney con Mickey Mouse en Steamboat Willie. Esta película incluye acompañamiento musical de Bert Fiske y efectos sonoros producidos por el equipo de Winkler con los medios a mano, el método de las «ollas y sartenes». La segunda de febrero, Sick Cylinders, se estrena con una banda sonora y efectos de sonido interpretados por Universal Jazz Band.
Durante 1928, después de haber animado cada uno tres cortometrajes para Winkler, Harman e Ising crearon su propio estudio y en 1929 le propusieron a Carl Laemmle producir ellos mismos la serie Oswald, así como su propia serie animada con sonido sincronizado, Bosko con el piloto Bosko, the Talk-Ink Kid. Pero Laemmle rechaza la propuesta y, como no está satisfecho con las producciones de Mintz, decide en la primavera de 1929 no renovar el contrato Winkler-Mintz a favor de una producción propia.

### 1929-1960: Universal toma el control de la producción

#### 1929-1938: Lantz continúa la serie dentro de Universal
Laemmle le pide a Walter Lantz que dirija un departamento de animación interno, con base en los terrenos de Universal Studios, y encargado de producir la secuela de la serie de Oswalds.
Para crear su estudio, el futuro Walter Lantz Productions, robó a varios miembros del estudio de Winkler pero se marcharon igual de rápido: el compositor Bert Fiske se fue tan pronto como en septiembre de 1929, reemplazado por David Broekman, Tom Palmer y Rollin Hamilton anteriormente en Disney, luego Winkler, quien se marchó a Harman-Ising en 1930 y Clyde Geronimi y Pinto Colvig se unieron a Disney en 1931, este último se convirtió en guionista y actor de doblaje, incluida la voz de Goofy. Otros permanecen y se vuelven indispensables, como Bill Nolan, un animador con una velocidad de ejecución y maestría comparable a la de Ub Iwerks. Entre los jóvenes animadores del estudio, entonces en su mayoría intervencionistas, podemos mencionar a Manuel Moreno, Tex Avery, Ray Abrams, Laverne Harding, Sidney Sutherland, Virgil Ross, Fred Kopietz y Lester Kline.
El equipo rápidamente se puso a trabajar y produjo su primera película, Race Riot, que se estrenó el 2 de septiembre de 1929. Durante los siguientes diez años, el estudio de Lantz produjo 140 dibujos animados con Oswald el conejo afortunado. Lantz y Nolan compartieron entonces el papel de director, codirigiendo algunos episodios. Después de este cambio de productor en 1929, la apariencia del personaje se modifica ligeramente con los años: se pone guantes blancos, su rostro se vuelve más «bonito» gracias a los ojos más grandes, su cabeza crece, mientras que sus orejas se acortan. Bajo Lantz, ganó una banda sonora y una voz más jazzística en Ozzie of the Circus (1929), la de Mickey Rooney.
En 1930, el compositor James Dietrich, miembro de la Paul Whiteman Orchestra, reemplazó a David Broekman de Hell's Heels y compuso la música hasta 1937. El mismo año, Oswald apareció como estrella invitada en El rey del jazz, una película de acción real que contiene una secuencia musical animada en color en dos cintas (2 minutos y 30 segundos), donde se codea con los personajes de la jungla en la que Paul Witheman viene a quitarle la corona de rey del jazz a un león.
En 1931, en medio de dificultades financieras, Lantz se vio obligado a acortar, reutilizar las producciones de Disney y diversificar sus ingresos, para comenzar una segunda serie animada Pooch the Pup que asumió como director, dejando los Oswald a Nolan. Nolan había designado desde mediados de 1930 a dos animadores principales para los cortometrajes, Ray Abrams y Tex Avery; la influencia de este último creció rápidamente Nolan había designado desde mediados de 1930 a dos animadores principales para las de Oswald, Ray Abrams y Tex Avery; la influencia de este último creció rápidamente.
En 1933, Lantz terminó la serie Pooch the Pup, asumió la dirección alternativamente con Nolan, y ha sido nominado como director de The Merry Old Soul al Óscar al mejor cortometraje de animación, es el primer premio para Oswald. No es hasta 1934 con Toyland Premiere que un episodio de Oswald contenía color (también dos secuencias de color). Sin embargo, será un caso aislado para el resto de su carrera, aparte de un último episodio en 1943.

#### 1935-1938: Lantz funda su propio estudio
Oswald aparece en 1935 en una tira cómica cuando DC Comics lo incluye en su serie New Fun (más tarde rebautizada como More Fun). Sus aventuras, esbozadas sin rodeos por Al Stahl, se publicaron en una serie de una página durante el primer año de la revista y cesaron a partir de entonces. La versión en papel conserva el pelaje negro desde el principio, incluso después de que la versión cinematográfica se haya vuelto blanca. A pesar de esto, el año 1935 marcó varios cambios importantes para Lantz. El primero es la marcha de Bill Nolan a Fleischer Studios, siendo su última implicación la codirección de Hill Billys con Tex Avery, obligando a consolidar a sus animadores en un único equipo. Avery también se fue unos meses después, habiendo codirigido Towne Hall Follies, con algunos de los animadores que estaban bajo la dirección de Nolan: Sid Sutherland, Virgil Ross, Joe D´Igalo y Jack Carr. A este grupo de animadores se unieron luego Chuck Jones, Bob Clampett y Bob Cannon, y forman la tercera unidad de animación de Warner Bros., editado por Leon Schlesinger. Aprovechó entonces la situación para pedirle permiso a Laemmle para fundar un estudio fuera del seno de Universal.
El 16 de noviembre de 1935, Lantz fundó su propio estudio, Walter Lantz Productions. Nombró guionista jefe a Victor McLeod, cargo que ocupó hasta 1940, y pidió a Manuel Moreno que rediseñara Oswald. El corto Case of the Lost Sheep es la primera producida por él como estudio independiente bajo contrato con Universal. En esta película, Oswald se transforma casi por completo. El personaje del conejito se dibuja con un aspecto más realista y su pelaje se vuelve blanco. Esta versión es una copia directa de otro de sus conejo que apareció unos meses antes en The Fox and the Rabbit (1935 que contiene dos secuencias en Technicolor). Esta caricatura es la última de Cartune Classics, una serie anterior de Lantz. Una pregunta aún sin respuesta es si el conejo de Fox and the Rabbit influyó en el nuevo Oswald, incluso si tomó el nombre, o si el personaje en preparación influyó en el otro conejo.
En 1936, Lantz dejó de codirigir los Oswalds, pero su estudio continuó con la producción, entonces la principal estrella de animación de Universal. La serie pierde su atractivo y, para revitalizarlo, Lantz solicita la incorporación de nuevos personajes, el primero de los cuales es Elmer el gran danés, el perro de Oswald. Seguirán muchos más, pero sin ocultar que la serie ya no tiene uno estelar. Tres mono que aparecieron el año anterior en el cortometraje Monkey Wretches se convierten en los héroes de su propia serie: Meany, Miny, and Moe. Las caricaturas, incluido el nuevo Oswald, parecen ser diferentes de sus predecesoras en varios aspectos. Los cambios menores en el diseño vienen junto con el suavizado de las historias.
Durante 1938, decidió cambiar el personaje estelar y comenzó una nueva serie de Andy Panda, que no se estrenaría hasta el año siguiente. Happy Scouts (1938) marca el final de las caricaturas de Oswald y agrega un último cambio, su pelaje cambia de un color sólido a un pelaje de dos tonos. En 1940, Universal puso fin al contrato de distribución de las producciones de Walter Lantz. Sin embargo, reapareció en 1943 en un episodio en color de Andy Panda, producido por el estudio de Lantz, llamado Egg Cracker Suite y parte de Swing Symphonies. El color solo está presente en tres secuencias, una más que los otros dos intentos coloreados.

#### 1942-1960: una vida en los cómics
En 1942, reinició su carrera pero esta vez en los cómics en una serie llamada Oswald the Rabbit, incluida en una nueva versión de la publicación The Funnies de Dell Comics titulada New Funnies. Esta nueva serie está influenciada por el estilo gráfico de la última versión animada del personaje y de las demás producciones del momento. Siguiendo el desarrollo típico de los cómics versus los dibujos animados, las historias que aparecieron en New Funnies le dieron al personaje una dirección propia. Al comienzo de las aventuras de New Funnies, Oswald habita en un mundo cercano al de Winnie the Pooh, es un animal de peluche que habita en un bosque con amigos, esencialmente juguetes animados. Están Toby Bear, Maggie Lou, la muñeca de madera, Hi-Yah Wahoo, el indio de madera, y una muñeca mecánica del Pájaro Loco llena de tuercas y tornillos. El personaje apareció por primera vez en 1940 en la quinta película de la serie Andy Panda. En 1943, Oswald apareció esporádicamente en otra publicación de Dell, Four Color Comics.
En 1944, con la llegada del escritor John Stanley, el motivo del animal disecado desapareció al igual que los personajes de Maggie Lou, Woody y Wahoo. Oswald y Toby se convierten en animales de carne y hueso que viven en pequeños apartamentos en Lantzville. La serie también cambia de diseñador, pasando de John Gormley a Dan Noonan y Lloyd White. En 1948, Toby adopta dos conejos jóvenes huérfanos para que los críe. Floyd y Lloyd echan raíces en la vida de papá Oswald, pero Toby queda relegado a un segundo plano y desaparece definitivamente en 1953. Floyd y Lloyd se convierten entonces en sus dos hijos. Las siguientes historias se centran en sus aventuras y sus hijos, buscando trabajo o simplemente protegiéndolos de villanos como Reddy Fox el devorador de conejos o Gabby Gator (de 1961), una desertora de los dibujos animados del Pájaro Loco. Es principalmente Jack Bradbury, conocido también por su trabajo sobre Mickey Mouse, quien dibuja los personajes. Antes de su desaparición definitiva del cine, Oswald apareció como estrella invitada en el episodio The Woody Woodpecker Polka en 1951 nuevamente en tres secuencias en Technicolor, un principio que se había convertido en una regla en la industria del cortometraje de dibujos animados. Después de la década de 1960, la producción en los Estados Unidos estuvo inactiva, otros países todavía producían cómics, por ejemplo en México o Italia. Estas producciones están inspiradas principalmente en las historias de la serie publicada en Dell. Recientemente, una ola «retro» está intentando recrear a los Oswald originales de Disney.

### 2006-2010: Disney se hace cargo de los derechos de Oswald
El 9 de febrero de 2006, la situación se invierte cuando Walt Disney Company obtiene los derechos que su creador nunca había tenido sobre los veintiséis cortometrajes que habían producido sus estudios en 1927 y 1928. NBCUniversal, propietaria de los derechos de Oswald el conejo afortunado, quería contratar al comentarista deportivo Al Michaels, estrella de ABC y ESPN, de su propiedad, para presentar un programa deportivo en NBC Sports. Michaels quería unirse a su socio John Madden para presentar programas de los lunes por la noche en NBC después de que ABC perdiera el contrato de transmisión de la National Football League y a pesar de firmar un contrato a largo plazo con la NFL con ESPN.
Este acuerdo se ha definido en gran medida como una venta, pero se trata sobre todo de un intercambio con la transferencia de los derechos del personaje por parte de NBC/Universal a Disney a cambio de la rescisión del contrato que une a Michaels con la empresa. El contrato se refería únicamente a la parte dedicada en las veintiséis películas producidas por su equipo y no por Mintz o Lantz. Desde este cambio de ley se ha publicado un DVD que incluye los cortometrajes del Oswald el conejo afortunado. El 21 de junio de 2008, Disney Consumer Products anunció el lanzamiento en colaboración con Lucky Brand Jeans de líneas de productos que incluyen el personaje. En octubre de 2009, Disney Interactive Studios desveló algunos elementos del juego Epic Mickey (2010) incluida la presencia de Oswald como protagonista en un universo post-apocalíptico diseñado por Warren Spector. Con motivo del lanzamiento de este videojuego, el personaje es asociado con un personaje femenino llamado Ortensia.

### Desde 2010: varias películas redescubiertas
El 28 de noviembre de 2011, la compañía británica Huntley Film Archives indica que ha encontrado una copia de la película Hungry Hoboes (1928) en una bobina de celuloide de acetato de 16 mm considerada perdida desde la Segunda Guerra Mundial, copia que se subasto el 14 de diciembre de 2011. El 11 de diciembre de 2014, la Biblioteca Nacional de Noruega anunció que, gracias a su campaña para digitalizar sus fondos, había encontrado dos bobinas de cortometraje Vacuum Socks (1927), es decir, casi cinco minutos, mientras que en el MOMA solo se mantuvo una secuencia de veinticinco segundos. El corto Vacuum Socks es la primera producción de Disney relacionada con el tema navideño, al que actualmente sólo le faltan entre treinta y sesenta segundos.
El 19 de enero de 2016, Disney presenta en el sitio web Yahoo un extracto del cortometraje recientemente redescubierto y restaurado The Hungry Hobos (1928). El 14 de noviembre de 2018, en Japón se encontraron dos extractos de la película Neck 'n' Neck considerado perdido. Un investigador de animación jubilado encontró un cortometraje de dos minutos en una venta de juguetes en Osaka, se vendió por 500 yenes con el título Mickey Manga Spide y ahora se almacena en el Kobe Planet Film Archive. La segunda de cincuenta segundos ha sido encontrada por el autor David Bossert y se conserva en el Toy Film Museum de Kioto.

## El personaje

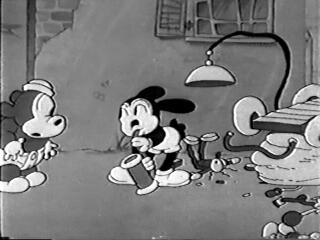
The Bandmaster, una caricatura de Walter Lantz de 1931.

El personaje es un conejo gráficamente muy cercano al personaje del Gato Félix nacido en 1919. Es negro con pantalones cortos blancos y orejas largas y colgantes. Para Kevin S. Sandler, utiliza el estilo gráfico de las historietas utilizadas por Disney en las Comedias de Alicia, por Max y Dave Fleischer para Koko el payaso o por Messmer-Sullivan para Félix el gato. Oswald tiene orejas largas y colgantes, una cara alargada (puntiaguda como la de un ratón), piernas largas en tres segmentos, incluidos pies planos y alargados, cinco dedos y unos shorts azules parecidos a los de Mickey Mouse. Estos elementos se encuentran en los ratones dibujados por Hugh Harman. El estómago de Oswald es ligeramente «barrigón» debido a un tronco un poco más largo que el de Julius o Mickey Mouse. En Oh Teacher (1927), puede quitarle la pata para besarla y darle buena suerte.

## Filmografía
Por pura coincidencia, ajena a los distintos contratos con Universal, los estudios Disney y Mintz produjeron cada uno nueve películas durante el primer año de contrato y diecisiete durante el segundo. Con los tres estudios de producción, hay 192 cortometrajes.

### Los años de Disney
1927
- Trolley Troubles
- Oh Teacher
- The Mechanical Cow
- Great Guns
- All Wet
- The Ocean Hop
- The Banker's Daughter
- Empty Socks
- Rickety Gin

1928
- Harem Scarem
- Neck 'n' Neck
- The Ol' Swimmin' Hole
- Africa Before Dark
- Rival Romeos
- Bright Lights
- Oh, What a Knight
- Sagebrush Sadie
- Ride 'em Plow Boy
- Ozzie of the Mounted
- Hungry Hobos
- Poor Papa – Piloto
- The Fox Chase
- Tall Timber
- Sleigh Bells
- Hot Dog
- The sky scrappers

### Los años de Winkler
1928
- High Up
- Mississippi Mud
- Panicky Pancakes
- Fiery Firemen
- Rocks and Socks
- South Pole Flight
- Bull-Oney
- A Horse Tale
- Farmyard Follies

1929
- Homeless Homer
- Yanky Clippers
- Hen Fruit – Primer cortometraje sonoro de Oswald
- Sick Cylinders
- Hold 'em Ozzie
- The Suicide Sheik
- Alpine Antics
- The Lumberjack
- The Fishing Fool
- Stage Stunts
- Stripes and Stars
- The Wicked West
- Ice Man's Luck
- Nuts and Jolts
- Jungle Jingles
- Weary Willies
- Saucy Sausages

### Los años de Lantz
1929
- Race Riot
- Oil's Well
- Permanent Wave
- Cold Turkey - Primer cortometraje con voz
- Pussy Willie
- Amateur Nite
- Hurdy Gurdy
- Snow Use
- Nutty Notes
- Ozzie of the Circus

1930
- Kounty Fair
- Chilly Con Carmen
- Kisses and Kurses
- Broadway Folly
- Bowery Bimbos
- The Hash Shop
- The Prison Panic
- Tramping Tramps
- Hot for Hollywood
- Hells Heels
- My Pal Paul
- Not So Quiet
- Spooks
- Cold Feet
- Snappy Salesman
- Henpecked
- The Singing Sap
- The Detective
- The Fowl Ball
- The Navy
- Mexico
- Africa
- Alaska
- Mars

1931
- China
- College
- Shipwreck
- The Farmer
- The Fireman
- Sunny South
- Country School
- The Bandmaster
- Northwoods
- The Stone Age
- Radio Rhythm
- Kentucky Belles
- Hot Feet
- The Hunter
- Wonderland
- The Hare Mail
- The Fisherman
- The Clown

1932
- Grandma's Pet
- Mechanical Man
- Wins Out
- Beau and Arrows
- Making Good
- Let's Eat
- The Winged Horse
- Cat Nipped
- A Wet Knight
- A Jungle Jumble
- Day Nurse
- The Busy Barber
- Carnival Capers
- Wild and Woolly
- Teacher's Pests

1933
- The Plumber
- The Shriek
- Going to Blazes
- Beau Best
- Ham and Eggs
- Confidence
- Five and Dime
- The Zoo
- The Merry Old Soul
- Parking Space

1934
- Chicken Reel
- The Candy House
- The County Fair
- The Toy Shoppe
- Kings Up
- Wolf! Wolf!
- The Ginger Bread Boy
- Goldielocks and the Three Bears
- Annie Moved Away
- The Wax Works
- William Tell
- Chris Columbus Jr.
- The Dizzy Dwarf
- Ye Happy Pilgrims
- Sky Larks
- Spring in the Park
- Toyland Premiere

1935
- Robinson Crusoe Isle
- The Hillbilly
- Two Little Lambs
- Do A Good Deed
- Elmer the Great Dane
- Towne Hall Follies
- At Your Service
- Bronco Buster
- Amateur Broadcast
- The Quail Hunt
- Monkey Wretches
- Case of the Lost Sheep
- Doctor Oswald

1936
- Soft Ball Game
- Alaska Sweepstakes
- Slumberland Express
- Beauty Shoppe
- The Barnyard Five
- Fun House
- Farming Fools
- Battle Royal
- Music Hath Charms
- Kiddie Revue
- Beach Combers
- Night Life of the Bugs
- Puppet Show
- The Unpopular Mechanic
- Gopher Trouble

1937
- Everybody Sing
- Duck Hunt
- The Birthday Party
- Trailer Thrills
- The Wily Weasel
- The Playful Pup
- Lovesick
- Keeper of the Lions
- The Mechanical Handy Man
- Football Fever
- The Mysterious Jug
- The Dumb Cluck

1938
- The Lamp Lighter
- Man Hunt
- Yokel Boy Makes Good
- Trade Mice
- Feed the Kitty
- Happy Scouts

1943
- The Egg-Cracker Suite - último cortometraje y segundo en color (tres secuencias en Technicolor)

1951
- The Woody Woodpecker Polka - solo apariencia

## Análisis de la serie
La literatura es bastante abundante sobre el período de las producciones de Disney, pero actualmente existen pocos elementos sobre períodos posteriores. Así, Susan E. Davis y Margo DeMello señalan en su obra Stories Rabbits Tell que el personaje de Oswald «sólo vivió entre 1927 y 1928».

### El período Disney
Según Merritt y Kaufmann, el personaje de Oswald se ve a menudo como una «transición entre el Julius de las Comedias de Alicia y Mickey Mouse», pero es más bien un Julius liberado de los límites de los planos reales de la última Alicia y posee algunos rasgos de carácter que Mickey perderá rápidamente en favor de un cierto autocontrol.
El ritmo, la innovación y la calidad de la animación son elementos que explican el éxito de la serie, así como el respeto de ciertas convenciones del cine de imagen real vigentes en Hollywood. Merrit y Kaufman señalan que la preproducción se está convirtiendo en una parte cada vez más importante del trabajo del estudio. La historia se construye así gracias a dibujos preparatorios, esbozados previamente en páginas, cada una de las cuales reúne invariablemente seis imágenes, y un guion cada vez más largo; por ejemplo, cuando una página permitía definir una decena de escenas de una Comedias de Alicia, en febrero de 1928 se necesitaba una página completa para describir la escena inicial de Sky Scrappers. Sin embargo, aún no es un storyboard, invento que apareció unos años después.

#### Una serie de humor
Steven Watts resume la serie en Disney de la siguiente manera: «Oswald era un personaje juguetón, enérgico y unificador, sus películas eran ligeras, trepidantes y llenas de humor». La serie tuvo cierto éxito que atrajo la atención de los animadores y del público neoyorquino, además de unos ingresos sustanciales para solidificar la situación financiera del estudio Disney. Para Michael Barrier, en la película Bright Lights, animada por Hamilton y Harman, Oswald demuestra «una vida interior, emociones reflejadas en sus acciones», en comparación con las películas animadas por el muy «mecánico» Iwerks.
Sean Griffin precisa que varias películas, como las Comedias de Alicia, utilizan escenas de humor «bajo el cinturón». Así, en Tall Timber (1928), el estudio Disney utiliza un humor calificado de «libertino»: después de una pelea con un oso en su guarida, Oswald se encuentra con la piel del oso en la espalda y el oso en ropa interior de mujer. Algunos episodios de las aventuras de Oswald utilizan el humor vinculado a la fertilidad de los conejos, como el episodio piloto rechazado: «Oswald es visitado por la cigüeña... varias veces; luego debe recurrir a diversos medios para detener el flujo continuo de bebés». Las otras películas sitúan al Conejo Oswald en posiciones o situaciones más antropomórficas. Uno de los rasgos de Oswald en los cortometrajes es su búsqueda constante de un potencial gran amor. Así conocerá brevemente a Miss Rabbit, Miss Cottontail, Fanny y a un número indeterminado de niñeras y bailarinas. Para Merrit y Kaufmann, Fanny sigue siendo la más recurrente y se une a una compañía que incluye a un danés y a Peter, el futuro Pete.
Merritt describe el personaje de Oswald como un «conejo mujeriego incorregible» y, a diferencia de Julius, como un «romántico convencional». Pero como señala Griffin, Oswald corre tras el sexo opuesto siempre que es posible, al igual que el gato Félix o los personajes de Out of the Inkwell (incluida Betty Boop). Otros elementos humorísticos son asociados por Griffin con la simple violencia, como las numerosas patadas en el trasero distribuidas, la más recurrente de las cuales, el término The End golpeando el trasero del personaje durante cada crédito final. Otro toque de humor recurrente está relacionado con las numerosas vacas que rocían leche sobre quienes las rodean después de haberles exprimido las ubres, voluntariamente o no. Russell Merrit, citado por Griffin, se pregunta incluso si «la vaca no es acólita de Oswald porque sus apariciones son tan numerosas».

#### Transición entre el gato Félix y Mickey Mouse
Susan E. Davis y Margo DeMello afirman que Oswald prefigura a Mickey Mouse y comparte muchos puntos con él: rostro, forma del cuerpo y vestimenta. Donald Crafton llama a Oswald «básicamente Félix el gato con orejas caídas». Más tarde, Frank Thomas y Ollie Johnston describieron «Mickey Mouse en sus primeros días como un Oswald con orejas redondas, nariz bulbosa y una cola larga y delgada». Mickey «también comparte en Plane Crazy la misma agresividad sexual que Oswald». Para Davis y DeMello, «el espíritu de Oswald vive en Mickey Mouse». Thierry Steff indica que en los dibujos de Tall Timber de Hugh Harman y Ham Hamilton ya prefiguran a Mickey pero tienen garras porque son osos y no ratones. Sin embargo, las orejas redondas en las vistas de tres cuartos de cara y la sonrisa recuerdan extrañamente a Mickey.

### Otros periodos
Gráficamente y en cuanto a los escenarios, las producciones de Mintz-Winkler se aproximan mucho a las de Disney, al igual que las primeras películas realizadas por Lantz en 1929. Sin embargo, Lantz, con la adición de música, transformó a Oswald desde principios de la década de 1930 en musicales, pero hizo que la personalidad de Oswald fuera menos consistente, y el personaje cambió significativamente para permitir una broma. A partir de 1930, la serie Oswald producida por Lantz consistía esencialmente en una serie de gags agrupados por una introducción que servía de hilo conductor, muchos de los gags procedían del joven animador Tex Avery cuya influencia es notable, por ejemplo, en The Singing Sap, Hell's Heels, The Prison Panic y más en The Zoo (1933). La producción también se dividió entre el equipo de Lantz, dedicado a otra serie hasta su cese en 1933, y el de Nolan. Los cortometrajes del equipo de Nolan, del que forma parte Avery, suelen ser más divertidos que los de Lantz.

## Adaptaciones y reutilización
- Oswald es el primer personaje de Disney comercializado en forma de productos derivados:[7][15] un caramelo, un juego de lápices y un broche. Pero este marketing sería obra de Mintz y no de Disney, que lo descubrió en Nueva York en febrero-marzo de 1928 durante la renovación del contrato.[15] Jimmy Johnson menciona un contrato para una barra de chocolate con la imagen de Oswald el conejo afortunado, contrato firmado por Roy O. Disney.[45]
- Un guion abandonado de Snow White and the Seven Dwarfs (1937) añadió lo siguiente y pretendía hacer referencia a Oswald el conejo afortunado.[46]
- En 2010, Oswald interpretó al protagonista de un videojuego basado en un universo post-apocalíptico de Disney: Epic Mickey. Oswald se convierte en el rey del Mundo de la Desolación, una dimensión que da la bienvenida a personajes de Disney olvidados o no amados. Después de la casi destrucción de su mundo por parte de Mickey, intentará reconstruirlo y destruir al fantasma negro con la ayuda de Mickey Mouse.[30]